# Frédéric Henry
Pour les articles homonymes, voir Henry.
Frédéric Henry est un auteur français de jeux de société.

## Ludographie
- Série Timeline
  - Timeline, 2010, Hazgaard Editions
  - Timeline : Découvertes, 2011, Hazgaard Editions
  - Timeline : Inventions, 2011, Asmodée
  - Timeline : Evénements, 2011, Asmodée
  - Timeline : Sciences et Explorations, 2012, Asmodée
  - Timeline : Multi-thèmes, 2012, Asmodée
  - Timeline (Grandes cartes), 2012, Asmodée
  - Timeline : Musique et Cinéma, 2013, Asmodée
  - Timeline : Sports & Loisirs, 2014, Asmodée
  - Timeline Star Wars, 2015, Asmodée
  - Timeline Challenge, 2015, Asmodée
  - Timeline : Cannes et Cinéma, 2016, Asmodée
  - Timeline Star Wars 2, 2016, Asmodée
  - Timeline Star Wars (Coffret spécial), 2017, Asmodée
  - Timeline : Histoire de France, 2017, Asmodée
  - Timeline : Science Museum, 2018, Asmodée

- Série Cardline
  - Cardline Animaux, 2012, Bombyx et Asmodée
  - Cardline Globetrotter, 2013, Bombyx et Asmodée
  - Cardline Dinosaures, 2014, Bombyx et Asmodée
  - Cardline Animaux 2, 2015, Bombyx et Asmodée
  - Cardline Marvel, 2015, Bombyx et Asmodée

- Série Les Bâtisseurs
  - Les Bâtisseurs - Moyen-Âge, 2013, Bombyx, As d'or Jeu de l'année Prix du Jury 2014
  - Les Bâtisseurs - Antiquité, 2015, Bombyx

- Conan, 2015, Monolith
- Les Inventeurs, 2016, Bombyx
- Batman Gotham City Chronicles, 2019, Monolith

### AvecGuillaume Blossier
- Red Hot Silly Dragon, 2005, Tilsit
- Le Seigneur du ring, 2005, Jeux sur un plateau (encart)
- Megamix, 2006, Tilsit
- Rush n' Crush, 2009, Rackham
- The Adventurers : Le temple de Chac, 2009, Alderac Entertainment Group, Dust Games, VF chez Edge Entertainment
- The Adventurers : La pyramide d'Horus, 2011, VF chez Edge Entertainment
- Asteroyds, 2010, Ystari Games
- Crazy Mix, 2010, Hazgaard Editions
- Wordz, 2011, Bombyx